# Lucjan Altberg

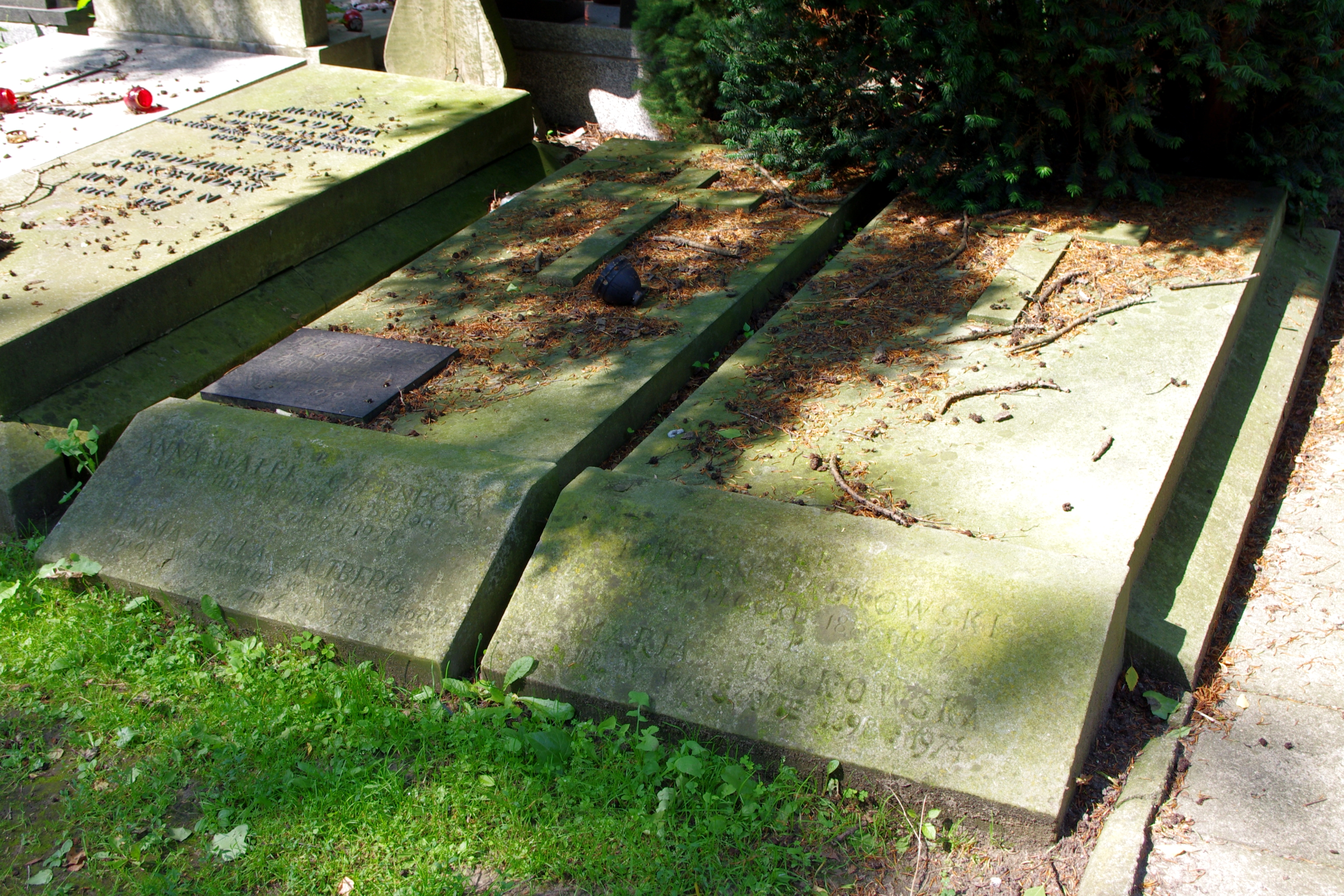
Grób pianistki Emmy Altberg, architekta Józefa Altberga, prawnika Lucjana Altberga i botanika Anny Wałek-Czerneckiej na cmentarzu ewangelicko-reformowanym przy ul. Żytniej w Warszawie

Lucjan Altberg (Laskowski) (ur. 29 sierpnia 1886 w Płocku, zm. 29 listopada 1967 w Warszawie) – polski prawnik. 

## Życiorys
Od 1895 uczył się w liceum w Płocku, skąd w roku 1899 musiał przenieść się do liceum w Kaliszu wskutek represji za udział w demonstracji. Od 1904 studiował prawo na Cesarskim Uniwersytecie Warszawskim, a od 1905 na uczelniach niemieckich oraz na Uniwersytecie Petersburskim, na którym uzyskał dyplom w 1911. Po nauce praktykował w kancelariach adwokackich w Warszawie i Petersburgu. 
W czasie ruchów rewolucyjnych w Rosji zapoczątkowanych w 1917 działał politycznie jako członek Obozu Demokratyczno-Niepodległościowego i w 1918 więziony był przez bolszewików. W trakcie wojny polsko-bolszewickiej był delegatem Polskiego Czerwonego Krzyża w rozmowach ze stroną radziecką oraz był konsultantem polskich delegacji państwowych na konferencjach w Mińsku i Rydze. Od 1920 adwokat. Po wojnie pracował jako radca prawny. 
W czasie II wojny światowej z powodu swojego żydowskiego pochodzenia uwięziony przez władze niemieckie w warszawskim getcie. Przetrwał dzięki ucieczce i przyjęciu fałszywego nazwiska Laskowski, przy którym pozostał po zakończeniu okupacji, pracując dalej jako radca prawny i arbiter Polskiej Izby Handlu Zagranicznego. Specjalizował się w zakresie prawa inwestycyjnego oraz prawa budowlanego. 
Spoczął na warszawskim cmentarzu ewangelicko-reformowanym (kwatera 6-2-14). 

## Ordery i odznaczenia
- Krzyż Oficerski Orderu Odrodzenia Polski (7 listopada 1925)[2]